# 埃连·冈萨雷斯事件
2000年古巴小男孩埃连·冈萨雷斯（西班牙語：Elián González；生于1993年12月7日）捲入關於监护权及移民资格的争议。这个事件中牵涉了美国和古巴双方政府，埃连的父亲胡安·米盖尔·冈萨雷斯·金塔纳（Juan Miguel González Quintana），埃连在迈阿密和古巴的其他亲属，以及迈阿密的古巴裔美国人族群。
1999年11月，埃连的母亲伊丽莎白·布罗唐斯（Elizabeth Brotons）在与其男友带着小埃连从古巴偷渡到美国的过程中溺水身亡。美国移民局最初违背埃连父亲要求将其送回古巴的意愿，把埃连交送给埃连在迈阿密的父系亲属抚养。联邦地方法院裁决：只有埃连·冈萨雷斯的父亲，而不是其他亲属，才能代表他申请避难。该裁决被美国第十一巡回上诉法庭所支持。在美国最高法院拒绝听审此案后，2000年4月，联邦探员用暴力将埃连从他在迈阿密的亲属手中夺回并送回古巴。
该事件激起了美国古巴裔移民群体的愤怒，当时副总统戈尔在该问题上的立场反复，遭到古巴移民的批评。因为佛罗里达州有数百万的古巴移民，有评论员称这直接影响票数接近的佛罗里达州的投票结果，间接导致了民主党候选人格尔在2000年大选的失利。

## 背景
古巴1959年革命后没收了美国当时在古巴的财产，美国在1960年宣布对古巴实施经济禁运。两国也为此关系紧张。许多古巴人在双方敌对的情况下试图离开古巴前往美国。1966年，美国颁布"古巴移民修正法"。法律给与逃到美国的古巴人快速成为美国永久居民的通道。该法案规定，古巴人只要踏上美国领土，美国就将给予居留权。1995年，美国和古巴就共同处理未获签证入境美国的古巴移民问题达成协议。美国前总统克林顿批准干湿脚政策，即古巴人踏入美国领土就可以留在美国成为合法移民，并在一年后申请"绿卡"；但在海上被拦截下来的古巴人则会被遣返回古巴。
成功到达美国领土的古巴人，在居住一年后，可依照古巴移民修正法申请美国绿卡。这个移民政策非常优待古巴难民，而其他国家的难民往往需要经过漫长的等待。为了确保被遣返的古巴人不受古巴政府政治迫害，位于哈瓦那的美国驻古巴利益照管处（功能上相当于美国驻古巴使馆，但由于美国与古巴没有建交，美国间接通过瑞士大使馆建立利益照管处代表美国在古巴利益）会与其他国际组织合作会随访这些被遣返的古巴人。这样的政策就使得古巴政府不能系统地使用合法警力来迫害遣返人员。

## 抚养权争夺战的序幕

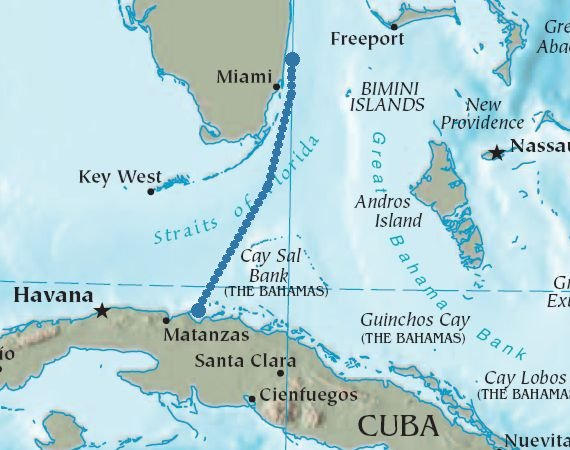
埃连从古巴到佛罗里达州的线路图

1999年11月，埃连和他的母亲连同其他十二个人一起乘坐一条发动机有故障的铝船离开了古巴。在穿越海峡的过程中，埃连的母亲和其它10个人溺海身亡。埃连和其他两个幸存者在海上漂泊直到被两位渔民救起并送到了美国海岸警卫队。
埃连的堂姑玛丽斯雷西斯（Marisleysis González）说埃连告诉她，铝船的发动机坏了，大家徒劳地尼龙袋舀水，但是风暴使他们的努力化为泡影。他还告诉她，正在他尽力想把水舀出去时，他母亲的男友为安全起见让他在一个轮胎内胎里呆着，之后他就睡着了，一觉醒后就再也没见过他母亲。他说：“我觉得妈妈被淹死了，因为她不会游泳。” 船上的三个幸存者之一的尼瓦尔多·费尔南德斯·费蓝（Nivaldo Fernández Ferran）说：“伊丽莎白直到临死前都在努力保护埃连。”另据费蓝说，他们在11月21日4时出发的，随船带着一些充气橡胶漂浮物和轮胎内胎以防万一。天气很糟糕，船的发动机坏了，同时破船舱开始进水。在船沉之后，乘客们只能在三四米高（10到13英尺）冰冷的巨浪中抓紧这些漂浮物。

美国移民归化局（ISN）把埃连送到了他的叔祖父拉萨罗（Lázaro）家。根据华盛顿邮报称，埃连的父亲胡安·米盖尔在1999年11月22日给拉萨罗打电话时说埃连的母亲在他不知情的情况下带走了埃连，希望拉萨罗能通知他埃连母子的到达。 然而，在当地古巴裔美国人群体的支持下，拉萨罗选择要求把埃连留在美国而不送是回他父亲身边。并且他的大女儿玛丽斯雷西斯以埃连看护者的形象在电视上频频出现。美国古巴裔商人阿尔曼多·古铁雷斯(Armando Gutiérrez)也自行承担起了这个家庭对外发言人的角色。但是埃连的父亲在古巴政府的支持下要求儿子尽快返回古巴。
2000年头几个月，埃连的不幸命运持续成为美国新闻的聚焦点。
2000年1月21日，埃连的两个祖母玛莉埃拉·金塔纳（Mariela Quintana）和拉格尔·罗德里格斯（Raquel Rodríguez），为了找回她们的孙子特地从哈瓦那飞到了美国。但她们仅能在巴里大学的修女珍妮·劳拉林（Jeanne O'Laughlin）位于迈阿密海滩的家中见到埃连一面，于是便前往华盛顿与在那的国会议员以及美国司法部长（詹尼特·雷诺）会面。经过了九天媒体的报道后（在这期间，美国的民主党立法者声明他们不能投票立法以给予埃连公民身份），她们回到古巴时受到了英雄般地欢迎。
1月28日，西班牙外交部长阿贝尔·马图特斯（Abel Matutes）主张让埃连回到古巴，并指出国际法强行规定此类返回。与此同时，迈阿密的冈萨雷斯家族提议如果胡安·米盖尔肯放弃让埃连返回古巴的行动并搬到迈阿密来，那么他们将送给他到一辆车和一座房子。
从1月到2月期间，胡安·米盖尔给美国政府写了许多公开信（这些信件被发表在了包括古巴共產黨機關報《格拉玛报》在內的諸多報刊中），坚称要求让儿子回来，并拒绝迈阿密亲属们的提议。
3月21日，一位联邦法官驳回了迈阿密冈萨雷斯家族以埃连名义申请的政治避难。拉萨罗发誓要上诉。 3月29日，迈阿密-戴德县县长阿历克斯·佩内拉斯（Alex Penelas）和其他22位市民代表一同在迈阿密市区发表了演讲。派拉斯说，市政当局不会支持联邦政府遣返埃连·冈萨雷斯，也不会为解救埃连提供警力或其他援助。
4月14日，一段以冈萨雷斯告诉他的父亲他想留在美国为内容的视频出现在网上。然而，由于在视频中频频出现一个没有出现在镜头中成年男子指导的声音，很多人认为埃连可能受到教唆。事实上，在2005年9月回到古巴后在60分钟时事杂志节目中接受采访过程中，埃连说，当他在美国时，迈阿密亲属们都在说他父亲的坏话，而且即使他常常告诉他们他想回到古巴，他们仍逼他说出不想回到古巴的话。
在埃连去迪士尼乐园游玩和去會晤政客的日子裡，他一直是美国媒体关注的焦点。在这场监护权争夺战中，一大部分的美国人认为出于埃连的最大的利益考虑，他应该被送回到在古巴的父亲身边。
4月19日，在亚特兰大的第十一巡回上诉法庭决定，直至5月份他的迈阿密亲属可以再次为他的政治庇护权进行听证前，埃连将不得离开美国。

## 联邦政府强行将埃连带离亲属
美国司法部长詹尼特·雷诺下令埃连必须在2000年4月13日之前与父亲团聚，但埃连的亲属们违抗了指令。在迈阿密冈萨雷斯家被警方以及反对者包围的情况下，谈判进行了数天。亲属们坚称他们既然他们已经与孩子生活了数月那么他们应该继续保有抚养权。谈判彻夜进行，但雷诺称亲属们拒绝了所有可行性方案。此时，佛罗里达一家庭法法官作出裁决撤销拉萨罗对埃连的临时抚养权，这为埃连父亲夺回抚养权扫清了障碍。4月20日，总检察长雷诺作出了将埃连强制带离亲属家的决定，并指示执法人员确定执行任务的最佳时间。获取通知后，玛丽斯雷西斯到了司法部门社区关系的负责人，言称：“你以为我们只是在房子安装了摄像头这么简单吗？如果有人试图硬闯进来，伤害将在所难免”。
4月22日黎明前夕，在一名联邦地方下级法官下达判令后，美国边防警卫队的精英部门BORTAC的八名全副武装的特工在超过130名移民局人员的配合下抵近了埃连亲属家。在敲门，表明身份后没有人应门，于是他们进入了房子。他们用辣椒喷雾和催泪瓦斯喷雾来驱散房子外面企图阻挠行动的人群，但仍是有联邦探员被凳子，石头和瓶子等击中。
在混乱中， 阿尔曼多·古铁雷斯（Armando Gutiérrez）将美联社摄影师阿兰·迪亚茨叫入屋内，进入了一个房间，埃连的叔祖母安赫拉·拉萨罗（Angela Lázaro）及其她的外甥女和外甥女的儿子，在海上救起埃连的渔夫之一多纳托·达尔林普尔（Donato Dalrymple）以及埃连本人都在那里。他们等在房间里等待特工们搜遍整座屋子。在一名特工发现了躲在壁橱里的埃连和达尔林普尔时，迪亚兹拍下了一张此后广为人知的照片。
日后不久移民局表示他们已经确认了二十多位准备阻碍政府行动的人员，其中一些人在公共场合持有武器，其他人则有犯罪记录。移民局记录了拉萨罗家庭的一份已公开的声明，即如果当局未经其同意，试图强行将埃连带走，他们准备动用武力对抗。
就在一个小时的袭击中，哈瓦那街上的关注人群迅速增加到300人左右，愤怒的示威者走上街道振臂高呼，焚烧垃圾桶，轮胎和行道树。人群挤塞了哈瓦那的整整10个街区。现场部署了全副武装的防暴警察，并使用了催泪瓦斯。此后不久，迈阿密-戴德市的许多商户停业，他们的业主和管理人员加入到了一场短期的抵制抗议中。
关于这次突袭行动，舆论的观点严重两级化：《时代周刊》刊载了一张照片，显示埃连与他的父亲团聚，一家人其乐融融（标题为：“爸爸！”）；与此对应的是，《新闻周刊》则将报道重点放在了“突袭”上，其标题为“抓住埃连”。大部分媒体都关注与“移民局袭击”和“家人团聚”这两种角度
。

## 埃连回到了父亲身边

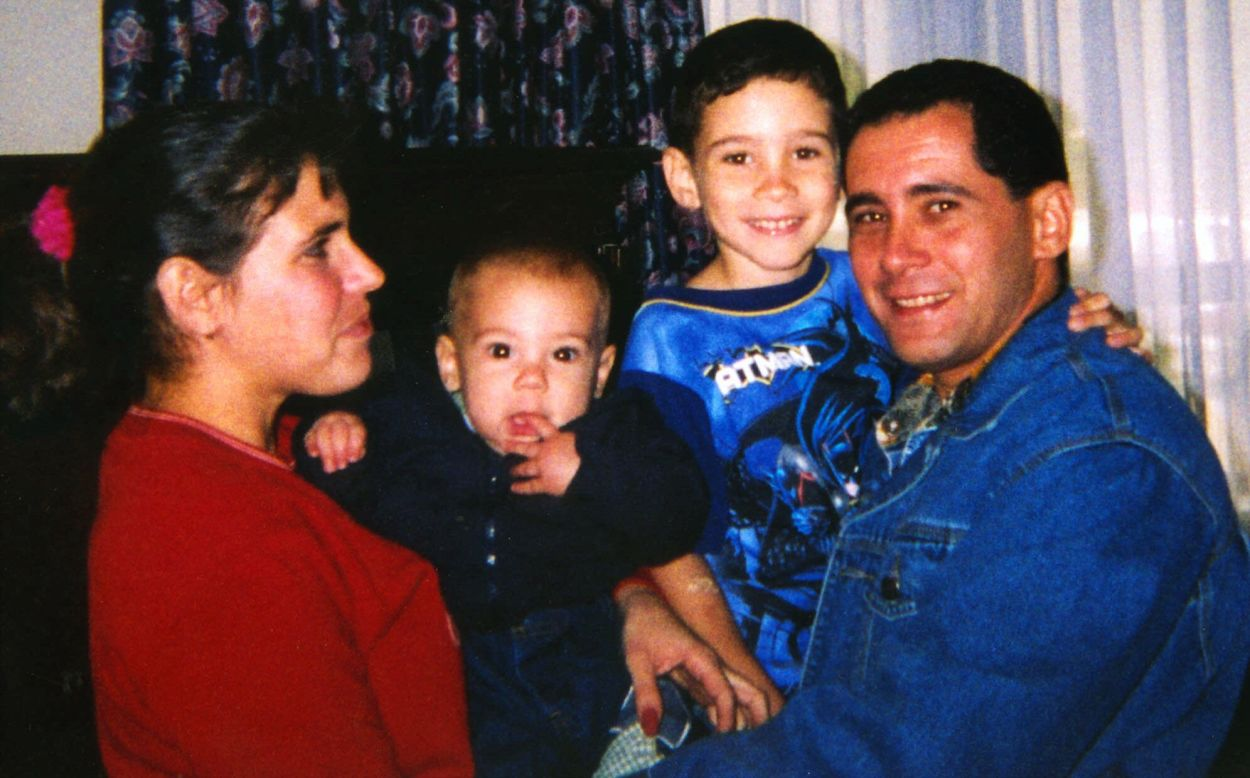
埃连与其父亲在安德鲁斯空军基地相聚

在被带离迈阿密亲戚家四个小时后，埃连与其父亲在安德鲁斯空军基地团聚。第二天白宫发布了与父亲团聚后面带笑容的埃连的照片，但迈阿密的亲戚声称照片上的是假埃连。之后，埃连和他的家人被带到了阿斯彭研究所怀伊河会议中心（前身为“怀伊种植园”）。媒体被禁止接近埃连一家。当一家人还在安德鲁斯基地的时候，新罕布什尔州参议员鲍勃·史密斯陪同埃连的迈阿密亲属前来，被基地的守卫拒之门外。2000年5月5日，迈阿密先驱报报道，埃连与从家乡卡尔德纳斯特地赶来的同学（不包括他们的父母）和老师团聚了。格拉玛报公布的照片中显示，埃连正身着古巴何塞·马蒂少年先锋队队员的统一制服。次日，克林顿的特别顾问律师格雷格·克雷格带着埃连和胡安·米盖尔出席了一场史密斯和伊丽莎白·巴格利夫妇在乔治敦（比邻华盛顿特区）举行的晚宴。
在埃连的监护权收归其父亲之后，由于之前美国第十一巡回上诉法庭裁定他在避难听证前不能离开美国，埃连暂留美国，在此期间，迈阿密的亲戚们几乎试遍了所有的法律途径。一个三名法官组成的联邦专家组裁定，埃连不能返回古巴除非他接受避难听证，这个裁定引发了埃连的迈阿密亲属们是否有权代表埃连提出申请的讨论。2000年6月1日，美国第十一巡回上诉法庭裁定，埃连的年龄不足以申请政治避难，只有他的父亲能替他申请，亲属们缺乏当事人资格。 2000年6月28日，美国最高法院拒绝复审先前的决议。同天晚些时候，埃连·冈萨雷斯和他的家人踏上了返回古巴的路途。

## 回到古巴
埃连现在与他的家人居住在卡尔德納斯。他的父亲胡安·米盖尔，是一家意大利餐厅的服务员，这家餐厅在卡德纳斯西北部20公里的古巴著名旅游胜地巴拉德罗。埃连的父亲在2004年接受了NBC新闻的 NBC日界线节目记者基斯·莫里森和CNBC频道的节目的采访。胡安告诉莫里森，埃连害怕记者，所以莫里森不能采访埃连，但是胡安拍摄了一段录像展示了埃连与胡安在家中做算术作业、与他的小弟弟一起上床睡觉以及上空手道课程的情景。为了躲开涌入的记者，埃连一家搬离了原先的住所。
莫里森的电视报道还展示了卡尔德纳斯的一座18世纪的建筑。曾被作为消防站的这座建筑在经过了修复翻新后，于2001年7月14日被正式揭幕为名为“思想之战”（Museo de la Batalla de Ideas）的博物馆。这个博物馆的埃连展厅展示着一座埃连握紧双拳的全身铜像。埃连之前在迈阿密居住的冈萨雷斯家也被修建成了博物馆，其中还有他那间未曾改变过的房间。
胡安·米盖尔成为了一位古巴国民大会的议员，并带着埃连一起参与古巴共产党的活动，一次埃连还被叫到台上被最高领袖卡斯特罗接见。卡斯特罗出现在了埃连与同学在一起的生日派对视频中。在视频中，有个小丑装扮的人告诉被簇拥在埃连的朋友中的埃连要与在他右边的卡斯特罗一起吹灭生日蜡烛。
在2005年的9月，埃连接受了60分钟节目的采访，他在节目中坦言，卡斯特罗是一个朋友，而且认为卡斯特罗并不仅仅是一个朋友，更像是一个父亲。埃连的叔祖母安赫拉·冈萨雷斯（Angela González）则表示她十分怀疑这个节目是否反映了埃连的真实的想法，原因是古巴当时对于信息上有严格的控制。在2006年的12月，由于生病的原因，卡斯特罗无法参加埃连的13岁生日派对，所以让弟弟劳尔·卡斯特罗代表他出席。
2006年8月16日，美国第十一巡回法庭确认驳回了达尔林普尔和其他人对美国政府及雷诺提出的过度用武的诉讼。
2008年6月，埃连初中毕业，并加入青年共产主义联盟。15岁的他开始进入军校学习。

## 分歧
埃连·冈萨雷斯的故事在迈阿密戴德县的居民间引发了巨大的分歧。既有人抗议支持要埃连留在美国，又有人示威支持孩子回到古巴的爸爸身边。
政治评论员认为埃连·冈萨雷斯事件直接影响票数接近的佛罗里达州的投票结果，可能已经成为决定2000年美国总统大选结果的重要因素。阿尔·戈尔对埃连返回古巴事件的处理方式激怒了以民主党为主导的古巴裔族群。戈尔最初支持共和党立法者给予埃连和他的父亲永久居留权的决定，但是随后又支持民主党政府的立场。他在此事上的左右摇摆遭受了众多指责，被批判言而无信和谄媚迎合。